# A Kaposvári Egyetem Rippl-Rónai Művészeti Kar színművész szakán végzett osztályok

## 2006-ban végzett évfolyam
- Bányai Miklós
- Dobra Mária
- Fellinger Domonkos
- Fridrik Noémi
- Horváth Illés[1]
- Kovács Mimi
- Krékits Péter
- Losonczi Kata
- Mészáros András
- Sárközi-Nagy Ilona
- Olt Tamás
- Pál András
- Patocskai Katalin
- Sipos Eszter
- Szabó Veronika
- Szirmai Melinda
- Valcz Péter

Osztályfőnök: Babarczy László

## 2007-ben végzett évfolyam
- Erdeős Anna
- Elek Ányos
- Éry-Kovács Zsanna
- Gere Dénes
- Jelinek Erzsébet
- Kálóczi Orsolya
- Kaszás Ágnes
- Kovács Napsugár
- Kroób Balázs
- Lőrincz Sándor
- Müller Zsófia
- Nagy Karina
- Savanyu Gergely
- Szabó Zoltán
- Tóth Máté
- Vizkeleti Zsolt[3]

## 2008-ban végzett évfolyam
- Csányi Dávid
- Czene Zsófia
- Egger Géza
- Fándly Csaba
- Gerlits Réka
- Grisnik Petra
- Guary Szandra
- Hay Anna
- Hegedűs Barbara
- Józsa Richárd
- Märcz Fruzsina
- Molnár Gusztáv
- Pásztor Pál
- Poroszlay Kristóf
- Rácz Panni
- Szalma Noémi
- Szik Juliska
- Takács Géza

Osztályfőnök: Rusznyák Gábor

## 2009-ben végzett évfolyam[5]
- Barsi Márton
- Tenczler Tímea
- Budai Zsófi
- Csépai Eszter
- Csillag Botond
- Czakó Máté
- Egri Bálint
- Erdős Éva
- Gulácsi Tamás
- Kiss-Végh Emőke
- Mezei Réka
- Misurák Tünde
- Ördög Tamás
- Rák Zoltán
- Székely Rozi
- Téby Zita[6]
- Varga Balázs
- Vaszkó Bence

Osztályfőnök: Mohácsi János

## 2012-ben végzett évfolyam[11][8]
- Béli Ádám
- Boros Anna
- Decsi Edit
- Formán Bálint
- Kárpáti Pál
- Keresztény Tamás
- Kiskamoni-Szalay Lilla
- Lábodi Ádám
- Lovas Rozi
- Páll Mónika
- Porogi Ádám
- Váncsa Gábor
- Vitányi Juhász István

Osztályfőnök: Mohácsi János

## 2013-ban végzett évfolyam[9]
- Czakó Julianna
- Deák Péter
- Gergely Rozália
- György Zoltán Dávid
- Krajcsi Nikolett
- Lakatos Máté
- Mohácsi Norbert
- Rainer-Micsinyei Nóra
- Sipos György
- Tolnai Hella
- Varga Norbert
- Vlasits Barbara

Osztályfőnök: Rusznyák Gábor

## 2014-ben végzett évfolyam[10]
- Bende Kinga
- Benkó Bence
- Dobó Enikő
- Fábián Péter
- Horváth Szabolcs
- Jerger Balázs
- Kátai Kinga
- Kiss Emma
- Kopek Janka
- Máté Anett
- Rózsa Krisztián
- Szakács Hajnalka

Osztályfőnök: Kelemen József

## 2015-ben végzett évfolyam[11]
- Borsányi Dániel
- Dargó Gergely
- Domokos Zsolt
- Erdélyi Adrienn
- Fábián Szabolcs
- Gonda Kata
- Hajmási Dávid
- Horváth Sisa Anna
- Kiss Péter Balázs
- Móga Piroska
- Mózes András
- Pallagi Melitta
- Piti Emőke
- Sodró Eliza
- Szvetnyik Kata

Osztályfőnök: Réthly Attila

## 2016-ban végzett évfolyam[12]
- Edvi Henrietta
- Farkas Sándor
- Gábri Nikolett
- Gelányi Bence
- Gyurkovics Zsófia
- Hasenfratz-Szegvári Júlia
- Hartai Petra
- Jámbor Nándor
- Kenderes Csaba
- Lénárdt Laura
- Matusek Attila
- Pilnay Sára
- Ruscsák Péter
- Tenki Dalma

Osztályfőnök: Kocsis Pál

## 2017-ben végzett évfolyam[13]
- Ács Eszter
- Barta Ágnes
- Berettyán Nándor
- Berettyán Sándor
- Bordás Roland
- Fülöp Tamás
- Katona Kinga
- Kovács András
- Krausz Gergő
- Kránicz Richárd
- Mikecz Estilla
- Nagy Johanna
- Roehnelt Zsuzsanna
- Stefánszky István
- Vas Judit Gigi

Osztályfőnök: Vidnyánszky Attila

## 2018-ban végzett évfolyam[14]
- Benedek Dániel
- Dér Mária
- Dunai Csenge
- Helvaci Ersan Dávid
- Herczegh Péter
- Horváth Julianna
- Koltai-Nagy Balázs
- Kónya Merlin Renáta
- Mészáros Martin
- Nagy Márk
- Szabó Nikolett
- Szép Domán
- Ticz András
- Varga Bori

Osztályfőnök: Uray Péter

## 2019-ben végzett évfolyam[15]
- Arató Ármin
- Bach Zsófia
- Bánföldi Szilárd
- Bera Márk
- Bergendi Barnabás
- Habodász István
- Kádas Petra
- Kazári András
- Krupp Bence
- Maizác Fanni
- Mucsi Kristóf
- Orosz Csenge
- Papp Barbara
- Rábaközi Gergő
- Sziládi Hajna
- Takaró Kristóf
- Törő Gergely
- Török Sára
- Tóth János Gergely
- Varga Fekete Kinga

Osztályfőnökː Eperjes Károly